# Emilia Plater
Nữ bá tước Emilia Plater (Broel-Plater, tiếng Litva: Emilija Pliaterytė; 13 tháng 11 năm 1806 - 23 tháng 12 năm 1831) là một phụ nữ quý tộc và cách mạng xuất thân từ vùng đất của Cộng hòa Litva Ba Lan bị chia cắt. Lớn lên trong một gia đình có truyền thống yêu nước ở Līksna gần Daugavpils, cô đã chiến đấu trong cuộc nổi dậy tháng 11 năm 1830-1831 chống lại Đế quốc Nga. Cô đã tập hợp một đơn vị nhỏ, tham gia vào một số cuộc giao chiến ở Litva ngày nay và nhận được cấp bậc đội trưởng trong lực lượng nổi dậy Ba Lan. Khi các lực lượng chính dưới quyền Tướng Dezydery Chłapowski quyết định ngừng chiến đấu và xâm nhập vào Phổ, Plater tuyên bố sẽ tiếp tục cuộc chiến và muốn thoát qua Ba Lan, nơi cuộc nổi dậy vẫn đang tiếp diễn. Tuy nhiên, cô ngã bệnh và qua đời.
Mặc dù cô không tham gia vào bất kỳ trận đánh lớn nào, câu chuyện của cô đã được công bố rộng rãi và truyền cảm hứng cho một số tác phẩm nghệ thuật và văn học. Với tư cách là một nữ chiến binh, cô là một nữ anh hùng dân tộc ở Ba Lan và Litva. Cô được các nghệ sĩ Ba Lan và cả quốc gia tôn sùng như một biểu tượng của phụ nữ đấu tranh cho sự nghiệp quốc gia. Cô thường được gọi là "Jeanne d'Arc của Litva".